# 곤살루 게드스
곤살루 마누엘 간시뉴 게드스(포르투갈어: Gonçalo Manuel Ganchinho Guedes, 1996년 11월 29일 ~ )는 곤살루 게드스(포르투갈어: Gonçalo Guedes)로 잘 알려진 포르투갈의 축구 선수로 포지션은 윙어이다. 현재 레알 소시에다드에서 활약하고 있다.